# 庾承先
庾 承先（ゆ しょうせん、472年 - 531年）は、南朝梁の学者・隠者。字は子通。本貫は潁川郡鄢陵県。

## 経歴
若くして落ち着いた性格で志操堅固であり、言の是非を変えることがなかった。喜怒を顔色に表さず、他人にはその感情をうかがい知ることはできなかった。弱年のころに劉虯の学問を受け、記憶力が強く聡明博識で、同輩たちから傑出していた。道教や仏教の経典には通暁していなかったが、諸子百家についてはみな研鑽して熟知していた。郡に功曹として召し出されたが就任せず、道士の王僧鎮とともに衡岳に遊んだ。長らくを経て弟の病のため郷里に帰り、土台山に居住した。鄱陽王蕭恢が州にいたとき、承先の風雅を尊んで、遊歴をともにした。蕭恢が承先に『老子』を講義させると、遠近の名僧たちが集まって議論したが、承先の応答はみながはじめて聞く説であった。蕭恢はますます承先を尊重するようになり、州主簿として召し出そうとしたが、承先は応じなかった。湘東王蕭繹が法曹参軍に任じようとしたが、承先はやはり赴任しなかった。
中大通3年（531年）、廬山の劉慧斐が荊州に向かうと、承先はかれと旧知であったことから、かれに従って赴いた。荊陝の学徒たちが承先に『老子』の講義を求め、湘東王蕭繹が出駕して聴講した。論議は終日におよび、深く賞賛されて、再講義を求められた。数カ月あまり滞在して、山に帰った。この年のうちに死去した。享年は60。

## 伝記資料
- 『梁書』巻51 列伝第45
- 『南史』巻76 列伝第66